# Beckovská brána
Beckovská brána je zúžená část doliny Váhu severovýchodně od Nového Mesta nad Váhom v okrese Nové Mesto nad Váhom. Západní zakončení Beckovskej brány tvoří severovýchodní výběžek Malých Karpat, východní pohoří Považského Inovce. Branou opouští Vah soustavu kotlin Považského podolia a vstupuje do Podunajské nížiny, přičemž po vyústění z brány mění svůj původní jihozápadní směr na jižní.

## Geologie
Bránu, jejíž dno je asi 2 km široké a 4 km dlouhé, tvoří mezozoické horniny obalové série krížňanské jednotky, hlavně vápence a dolomity Chočských a Strážovských příkrovů, na dně překryté říčními náplavami Váhu. Vznik Beckovskej brány souvisí se zlomovým založením doliny Váhu a s erozí Váhu v tvrdých mezozoických horninách. Reliéf dna je plochý, rovinný, jen místy s menšími denivelacemi, stráně jsou převážně příkré.

## Doprava
Branou vedou hlavní severojižní silniční komunikace ( dálnice D1, silnice I / 61 a II / 507) a železniční spoj Bratislava - Žilina .